# 金子雅纪
金子雅纪（日语：／ Kaneko Masaki，1992年3月27日—），日本男子游泳运动员，2016年世界短池游泳锦标赛男子200米仰泳铜牌得主、2018年亚洲运动会男子4×100米混合泳接力和混合4×100米混合泳接力银牌得主。